# رستم و سهراب (اپرای آذربایجان)
رستم و سهراب (ترکی آذربایجانی: Rüstәm vә Söһrab) سومین اپرای موسیقی مقامی اثر عزیر حاجی‌بیگف، آهنگساز معروف آذربایجانی در سال ۱۹۱۰ است که با ترکیب‌بندی و توجه به منظومه "شاهنامه" اثر فردوسی و در علم عروض نوشته و اجرا شده است.